# Società per l'Educazione Fisica Torres 1961-1962
Questa voce raccoglie le informazioni riguardanti la Società per l'Educazione Fisica Torres nelle competizioni ufficiali della stagione 1961-1962.

## Rosa
| N. |                   | Ruolo | Calciatore      |
| -- | ----------------- | ----- | --------------- |
|    | Italia (bandiera) | P     | Salvino Biagi   |
|    | Italia (bandiera) | C     | Giuseppe Cadè   |
|    | Italia (bandiera) | C     | Mario Cavallini |
|    | Italia (bandiera) | A     | Salvatore Cocco |
|    | Italia (bandiera) | D     | Michele Colusso |
|    | Italia (bandiera) |       | Corvino         |
|    | Italia (bandiera) | C     | Luigi De Zarlo  |
|    | Italia (bandiera) | C     | Ali Fogli       |
|    | Italia (bandiera) | D     | Florio Fogli    |
|    | Italia (bandiera) | A     | Primo Galasi    |

| N. |                   | Ruolo | Calciatore       |
| -- | ----------------- | ----- | ---------------- |
|    | Italia (bandiera) | D     | Guido Galeotti   |
|    | Italia (bandiera) | C     | Pier Luigi Galli |
|    | Italia (bandiera) | A     | Marzio Lepri     |
|    | Italia (bandiera) | D     | Franco Loriga    |
|    | Italia (bandiera) | C     | Guido Milani     |
|    | Italia (bandiera) | A     | Panattoni        |
|    | Italia (bandiera) | C     | Enzo Rivara      |
|    | Italia (bandiera) | C     | Sergio Sabbatini |
|    | Italia (bandiera) | A     | Antonio Satta    |
|    | Italia (bandiera) | P     | Sandro Tedde     |